# 러시아의 우크라이나 침공 당시 러시아와의 협력
2022년 러시아의 우크라이나 침공 당시 우크라이나 시민과 관리, 러시아군 사이에는 군사적, 정치적 이적행위(협력)가 있었다.

## 당국
메두자(Meduza) 언론인들은 러시아 당국이 우크라이나의 정치적 대립으로 인해 일부 지역의 엘리트, 빅토르 야누코비치의 지역당 구성원 및 일부 풀뿌리 운동을 장악할 수 있었던 2014년의 개념에 기초하여 행동했을 것이라고 지적했다.
그러나 2022년 2월 침공이 시작된 이후 정반대의 상황이 전개되었다. 사회와 정치 세력이 우크라이나의 주권을 중심으로 통합되었다. 점령지에서는 이전에 친러시아 입장에서 연설했던 많은 정치인들이 러시아군과의 협력을 거부했고, 점령 행정부는 하찮은 정치인, 하급 관리, 무작위 사람들로 구성되었다.
2022년 2월~6월에 체스노 운동은 47명의 협력 정치인을 목록에 추가했다. 도네츠크 지역 12명, 하르키우 지역 10명, 헤르손 지역 9명, 자포리자 지역 8명, 루한스크 및 수미 지역 각 3명, 미콜라이프 지역 2명. 소속 정당별로는 대부분의 협력자들이 친러시아 야당 플랫폼인 포 라이프(For Life)의 회원이었다(정당 회원 34명 중 19명).
침공 이후 러시아는 블라디미르 푸틴 러시아 대통령이 러시아의 계획에 우크라이나 영토 점령이 포함되지 않는다고 밝혔음에도 불구하고 점령 지역에서 군-민간 행정부를 조직하기 시작했다.

## 규모
첫 번째 협력 사례는 2022년 3월 30일 법원에 회부되었는데, 크라마토르스크의 한 주민이 틱톡에 동영상을 게시하여 러시아 침공 사실을 부인하고 침략 국가의 행동을 지지할 것을 촉구했다. 10월 중순까지 우크라이나 법집행기관은 2,000건이 넘는 사건을 접수했고, 법원은 116건의 판결을 내렸다. 공식 기록에 반영된 사례의 대부분은 러시아 침략 거부에 관한 것이고, 또 다른 부분은 점령군과의 공무원 협력에 관한 것이며, 러시아 군대에 대한 적극적인 지원(예: AFU 입장에 대한 정보 전송)과 관련된 사례는 소수에 불과하다.
대부분의 사건에서 피고인은 유죄를 인정하고 형 집행 유예, 선출 직위 보유 금지, 특정 유형의 활동 등 최소한의 처벌을 받았다. 법조계 대표들은 가벼운 협력주의에 대한 이러한 처벌은 향후 협력자들을 정치와 지방정부에서 배제하려는 일종의 음욕으로 의도된 것으로 보인다고 지적했다.
2022년 3월 16일, 이 운동은 우크라이나 반역자 데이터베이스 "DerzhZradnyky"를 출시했다. 2022년 4월 4일 기준으로 70개의 이름이 포함되어 있다. 2022년 3월 19일, 우크라이나 국가 반부패국은 러시아를 돕고 있을 수 있는 245명에 대한 데이터를 보유하고 있다고 보고했다. 2022년 3월 26일 현재 주 조사국은 협력주의 혐의로 약 200건의 사건을 접수했다.
2022년 4월 3일, 우크라이나 검찰총장 이리나 베네딕토바(Irina Venediktova)는 반역 혐의로 99명, 협력 혐의로 4명을 구금했다고 발표했다. 2022년 4월 7일, 국가안보국방위원회의 올렉시 다니로프(Oleksiy Danilov) 장관은 젤렌스키 대통령을 대신하여 협력자 등록 작업이 진행 중이며 곧 공개될 것이라고 말했다. 첫 번째 반역자는 4월 12일에 등록부에 포함되었다.

## 같이 보기
- 2014년 우크라이나 친러시아 분쟁